# Campeonato Carioca de Futebol de 2024
Campeonato Carioca de Futebol de 2024 (também conhecido como Campeonato Carioca Betnacional 2024 por questões de patrocínio) foi a 127.ª edição da principal divisão do futebol no Rio de Janeiro. A disputa foi organizada pela Federação de Futebol do Estado do Rio de Janeiro (FERJ). A fase principal desta edição — seguindo o modelo das últimas edições — Taça Guanabara, aconteceu em pontos corridos entre as 12 equipes (11 primeiras colocadas da edição anterior e o campeão da Série A2 de 2023), definindo as quatro melhores equipes que disputarão as semifinais e finais do Campeonato. As quatro equipes classificadas entre os 5.º e 8.º lugares disputaram o título da Taça Rio e o último colocado foi rebaixado.
O campeão desta edição foi o Flamengo, conquistando seu 38.º título na competição ao vencer os dois jogos da final contra o Nova Iguaçu. O Vasco da Gama e o Fluminense foram os outros semifinalistas, enquanto o Botafogo foi bicampeão da Taça Rio, o que lhe conferiu uma vaga na Copa do Brasil de 2025, terminando em quinto lugar.

## Regulamento

### Critério de desempates
Caso ocorresse empate em pontos ganhos, seriam aplicados os critérios de desempate, sucessivamente:
1. Maior número de vitórias
2. Maior saldo de gols
3. Maior número de gols pró (gols marcados)
4. Confronto direto
5. Menor número de cartões amarelos e vermelhos, onde cada cartão vermelho seria considerado equivalente a três cartões amarelos
6. Sorteio público na sede da Federação, em dia e horário a serem determinados

### Taça Guanabara (fase principal)
Em formato igual às últimas edições anteriores, a fase principal foi formada apenas pela Taça Guanabara. Foi disputada pelas 11 equipes melhores classificadas no Campeonato do ano anterior e a campeã da Série A2 de 2023. Portanto, houve 11 rodadas.

### Taça Rio
A Taça Rio foi disputada apenas pelas equipes classificadas entre os 5.º ao 8.º lugares da Taça Guanabara em paralelo às disputa das semifinais e finais do Campeonato. As semifinais foram em cruzamento olímpico (5.º colocado x 8.º colocado e 6.º colocado x 7.º colocado), em partidas de ida e volta, com vantagem para os melhores colocados (em pontos ganhos e saldo de gols). Nas partidas finais não houve vantagem para nenhuma das equipes, mas uma disputa por pênaltis em caso de empate (pontos e saldo de gols).

### Fase final
Os quatro primeiros colocados da Taça Guanabara decidiram, em cruzamento olímpico, as semifinais do Campeonato em partidas de ida e volta com vantagem de empate (em pontos ganhos e saldo de gols) para as equipes melhores classificadas, assim como a escolha do mando de campo (1.ª ou 2.ª partida). Nas partidas finais (entre os vencedores das semifinais), não houve vantagem para nenhuma equipe, porém a melhor classificada pode escolher o mando de campo. Em caso de empate, haveria disputa por pênaltis.

### Vagas para os campeonatos nacionais
Campeonato Brasileiro
O campeonato classificou dois clubes para a série D do Campeonato Brasileiro de 2025, desde que não disputem outras séries da competição. Os classificados, então, foram:
- Nova Iguaçu – vice-campeão Estadual
- Boavista – 6.º colocado Estadual

Classificados por outra competição:
- Maricá – campeão da Copa Rio de 2024[4]

Copa do Brasil
O campeonato garantiu cinco vagas para a Copa do Brasil de 2025, além das vagas já conquistadas por outras competições. São quatro vagas para os clubes melhores qualificados e uma vaga específica para o campeão da Taça Rio. Os classificados, então, pelo Estadual foram:
- Nova Iguaçu – vice-campeão do Estadual
- Vasco da Gama – 3.º colocado
- Fluminense – 5.º colocado
- Boavista – 6.º colocado, "herdou" a vaga do campeão da Taça Rio, pelo título do Botafogo na Copa Libertadores de 2024
- Portuguesa – 7.º colocado, "herdou" a vaga, pelo título do Flamengo na Copa do Brasil de 2024

Os classificados por outras competições:
- Botafogo – classificado a fase de grupos da Copa Libertadores da América de 2025 por ser o atual campeão da competição
- Flamengo – campeão da Copa do Brasil de 2024 e, por isso, classificado para a fase de grupos da Libertadores
- Olaria – vice-campeão da Copa Rio de 2024, já que o Maricá — campeão da competição — optou pela vaga na série D do Campeonato Brasileiro de 2025[4]

## Transmissão televisiva
Para a edição de 2024, os direitos de transmissão foram vendidos para o Canal GOAT do YouTube, do ator e humorista Antonio Tabet. Além da plataforma digital, os jogos foram transmitidos em TV aberta no Brasil pela Rede Bandeirantes. Na TV fechada os jogos foram no BandSports. Em 12 de janeiro de 2024, o Grupo Globo adquiriu os direitos de transmissão dos jogos do Vasco da Gama como mandante, marcando assim o retorno parcial do torneio para o conglomerado de mídia carioca desde a última transmissão, em 2020. No entanto, a cobertura ficou a cargo do SporTV e Premiere. Pela TV aberta, os jogos do Vasco da Gama ficaram a cargo do SBT. Os jogos do Vasco também terão transmissão da CazéTV.
| Emissora ou serviço de streaming | Transmissões com imagens |
| -------------------------------- | --- |
| Band                             | - 27 jogos, incluindo as finais da Taça Rio e da Taça Guanabara, com exceção das partidas em que Vasco da Gama foi mandante |
| BandSports                       | - 52 jogos, incluindo as finais da Taça Rio e do Taça Guanabara, com exceção das partidas em que Vasco da Gama foi mandante |
| Canal GOAT                       | - 52 jogos, incluindo as finais da Taça Rio e do Taça Guanabara, com exceção das partidas em que Vasco da Gama foi mandante |
| SBT                              | - Todos os jogos do Vasco da Gama como mandante                                                                             |
| SporTV / Premiere                | - Todos os jogos do Vasco da Gama como mandante                                                                             |
| CazéTV (YouTube e Twitch)        | - Todos os jogos do Vasco da Gama como mandante                                                                             |

## Participantes
| Equipe            | Cidade         | Em 2023        | Estádio             | Capacidade | Títulos (Carioca)   |
| ----------------- | -------------- | -------------- | ------------------- | ---------- | ------------------- |
| Audax Rio         | Saquarema      | 6.º            | Eucy Resende        | 4 315      | 0 (não possui)      |
| Bangu             | Rio de Janeiro | 9.º            | Moça Bonita         | 9 024      | 2 (último em 1966)  |
| Boavista-RJ       | Saquarema      | 11.º           | Eucy Resende        | 4 315      | 0 (não possui)      |
| Botafogo          | Rio de Janeiro | 5.º            | Nilton Santos       | 44 661     | 21 (último em 2018) |
| Flamengo          | Rio de Janeiro | 2.º            | Maracanã            | 78 838     | 37 (último em 2021) |
| Fluminense        | Rio de Janeiro | 1.º            | Maracanã            | 78 838     | 33 (último em 2023) |
| Madureira         | Rio de Janeiro | 10.º           | Conselheiro Galvão  | 5 014      | 0 (não possui)      |
| Nova Iguaçu       | Nova Iguaçu    | 7.º            | Jânio Moraes        | 1 810      | 0 (não possui)      |
| Portuguesa-RJ     | Rio de Janeiro | 8.º            | Luso-Brasileiro     | 5 044      | 0 (não possui)      |
| Sampaio Corrêa-RJ | Saquarema      | 1.º (Série A2) | Lourival Gomes      | 1 800      | 0 (não possui)      |
| Vasco da Gama     | Rio de Janeiro | 3.º            | São Januário        | 21 880     | 24 (último em 2016) |
| Volta Redonda     | Volta Redonda  | 4.º            | Raulino de Oliveira | 18 230     | 0 (não possui)      |

## Taça Guanabara
| Pos | Equipe            | Pts | J  | V | E | D  | GP | GC | SG  | Classificação ou descenso                     |
| --- | ----------------- | --- | -- | - | - | -- | -- | -- | --- | --------------------------------------------- |
| 1   | Flamengo          | 27  | 11 | 8 | 3 | 0  | 23 | 1  | +22 | Campeão da Taça Guanabara e classificado      |
| 2   | Nova Iguaçu       | 24  | 11 | 7 | 3 | 1  | 18 | 13 | +5  | Classificado para as semifinais do Campeonato |
| 3   | Vasco da Gama     | 22  | 11 | 6 | 4 | 1  | 20 | 10 | +10 | Classificado para as semifinais do Campeonato |
| 4   | Fluminense        | 21  | 11 | 6 | 3 | 2  | 17 | 11 | +6  | Classificado para as semifinais do Campeonato |
| 5   | Botafogo          | 20  | 11 | 6 | 2 | 3  | 19 | 11 | +8  | Classificado para as semifinais da Taça Rio   |
| 6   | Boavista-RJ       | 18  | 11 | 5 | 3 | 3  | 18 | 21 | −3  | Classificado para as semifinais da Taça Rio   |
| 7   | Portuguesa-RJ     | 14  | 11 | 3 | 5 | 3  | 9  | 12 | −3  | Classificado para as semifinais da Taça Rio   |
| 8   | Sampaio Corrêa-RJ | 10  | 11 | 3 | 1 | 7  | 14 | 17 | −3  | Classificado para as semifinais da Taça Rio   |
| 9   | Madureira         | 10  | 11 | 3 | 1 | 7  | 9  | 13 | −4  |                                               |
| 10  | Volta Redonda     | 9   | 11 | 2 | 3 | 6  | 12 | 19 | −7  |                                               |
| 11  | Bangu             | 8   | 11 | 2 | 2 | 7  | 12 | 24 | −12 |                                               |
| 12  | Audax Rio         | 0   | 11 | 0 | 0 | 11 | 1  | 20 | −19 | Rebaixado à Série A2 de 2024                  |

### Confrontos
Fonte:

#### Primeira rodada
| 17 de janeiro | Portuguesa-RJ | 1 – 0         | Bangu | Estádio Luso-Brasileiro, Rio de Janeiro                                        |
| 17:00         | Romarinho 47' | Súmula (FERJ) |       | Público: 1 581 Renda: R$ 16 440,00 Árbitro: RJ Carlos Tadeu Ferreira de Castro |

| 17 de janeiro | Botafogo     | 1 – 0         | Madureira | Estádio Nilton Santos, Rio de Janeiro                                             |
| 19:00         | Jeffinho 39' | Súmula (FERJ) |           | Público: 7 874 Renda: R$ 170 184,00 Árbitro: RJ Alexandre Vargas Tavares de Jesus |

| 17 de janeiro | Flamengo                                              | 4 – 0         | Audax Rio | Arena da Amazônia, Manaus                                             |
| 21:30         | Leo Pereira 3' · Pedro 41' · Everton 45' · Varela 49' | Súmula (FERJ) |           | Público: 44 068 Renda: R$ 6 574 690,00 Árbitro: RJ Alex Gomes Stefano |

| 18 de janeiro | Nova Iguaçu                     | 2 – 1         | Sampaio Corrêa-RJ | Laranjão, Nova Iguaçu                                               |
| 15:45         | Carlinhos 60' · João Victor 63' | Súmula (FERJ) | Hugo Cabral 85'   | Público: 900 Renda: R$ 9 000,00 Árbitro: RJ Júlio César de Oliveira |

| 18 de janeiro | Vasco da Gama               | 2 – 0         | Boavista-RJ | São Januário, Rio de Janeiro                                                    |
| 19:30         | Capasso 2' · Leandrinho 48' | Súmula (FERJ) |             | Público: 15 310 Renda: R$ 386 235,86 Árbitro: RJ Wagner do Nascimento Magalhães |

| 18 de janeiro | Volta Redonda         | 1 – 1         | Fluminense | Estádio Raulino de Oliveira, Volta Redonda                               |
| 21:30         | Marcos Vinicius 90+2' | Súmula (FERJ) | Lelê 19'   | Público: 4 768 Renda: R$ 181 395,00 Árbitro: RJ Tarcizo Pinheiro Caetano |

#### Segunda rodada
| 20 de janeiro | Madureira              | 1 – 0         | Audax Rio | Estádio Conselheiro Galvão, Rio de Janeiro                         |
| 15:45         | Hugo Borges 58' (pen.) | Súmula (FERJ) |           | Público: 698 Renda: R$ 7 810,00 Árbitro: RJ Alan Trindade da Silva |

| 20 de janeiro | Botafogo                          | 2 – 0         | Bangu | Estádio Nilton Santos, Rio de Janeiro                                       |
| 16:00         | Júnior Santos 3' · Jeffinho 90+7' | Súmula (FERJ) |       | Público: 6 474 Renda: R$ 142 428,00 Árbitro: RJ Yuri Elino Ferreira da Cruz |

| 21 de janeiro | Fluminense          | 2 – 1         | Portuguesa-RJ | Estádio de Moça Bonita, Rio de Janeiro                                          |
| 16:00         | Lelê 5' · Isaac 31' | Súmula (FERJ) | Ronaldo 69'   | Público: 4 388 Renda: R$ 76 981,00 Árbitro: RJ Felipe da Silva Gonçalves Paludo |

| 21 de janeiro | Volta Redonda                           | 2 – 3         | Boavista-RJ                                      | Estádio Raulino de Oliveira, Volta Redonda                                  |
| 18:10         | Sheldon 18' (g.c.) · Lucas Oliveira 72' | Súmula (FERJ) | Matheus Lucas 47' · Crystopher 58' · Ludke 90+8' | Público: 497 Renda: R$ 3 240,00 Árbitro: RJ João Marcos Gonçalves Fernandes |

| 21 de janeiro | Nova Iguaçu   | 1 – 1         | Flamengo       | Almeidão, João Pessoa                                                        |
| 18:10         | Carlinhos 40' | Súmula (FERJ) | Thiaguinho 71' | Público: 16 428 Renda: R$ 1 528 264,00 Árbitro: RJ Jodis Nascimento de Souza |

| 21 de janeiro | Sampaio Corrêa-RJ                       | 3 – 3         | Vasco da Gama                                               | Eucy Resende, Saquarema                                            |
| 20:30         | Max 22' · Marcelo 40' · Gabriel Agú 75' | Súmula (FERJ) | Cauan Barros 45+6' · Luca Orellano 52' · Patrick Paixão 62' | Público: 3 274 Renda: R$ 115 170,00 Árbitro: RJ Bruno Mota Correia |

#### Terceira rodada
| 24 de janeiro | Bangu                                   | 2 – 3         | Nova Iguaçu                      | Estádio de Moça Bonita, Rio de Janeiro                           |
| 16:00         | Anderson Lessa 66' · Luiz Felipe 90+10' | Súmula (FERJ) | Bill 13' · Albert 40' · Yago 58' | Público: 896 Renda: R$ 9 700,00 Árbitro: RJ Rafael Martins de Sá |

| 24 de janeiro | Portuguesa-RJ    | 1 – 0         | Sampaio Corrêa-RJ | Estádio Luso-Brasileiro, Rio de Janeiro                                    |
| 19:00         | Nenê Bonilha 52' | Súmula (FERJ) |                   | Público: 1 095 Renda: R$ 9 430,00 Árbitro: RJ Lucas Neves Borja de Almeida |

| 24 de janeiro | Boavista-RJ | 1 – 0         | Botafogo | Eucy Resende, Saquarema                                           |
| 21:30         | Sheldon 35' | Súmula (FERJ) |          | Público: 2 588 Renda: R$ 82 170,00 Árbitro: RJ Alex Gomes Stefano |

| 25 de janeiro | Vasco da Gama            | 2 – 0         | Madureira | São Januário, Rio de Janeiro                                                 |
| 20:00         | Léo Pelé 52' · Rayan 73' | Súmula (FERJ) |           | Público: 15 354 Renda: R$ 388 760,00 Árbitro: RJ Yuri Elino Ferreira da Cruz |

| 25 de janeiro | Audax Rio | 0 – 1         | Fluminense | Eucy Resende, Saquarema                                                          |
| 21:30         |           | Súmula (FERJ) | Lelê 33'   | Público: 1 813 Renda: R$ 53 160,00 Árbitro: RJ Alexandre Vargas Tavares de Jesus |

| 10 de fevereiro | Flamengo                                           | 3 – 0         | Volta Redonda | Maracanã, Rio de Janeiro                                                            |
| 16:00           | Gabigol 9' · Pedro 87' (pen.) · Ayrton Lucas 90+5' | Súmula (FERJ) |               | Público: 42 373 Renda: R$ 1 374 860,00 Árbitro: RJ Felipe da Silva Gonçalves Paludo |

#### Quarta rodada
| 27 de janeiro | Botafogo                           | 2 – 0         | Sampaio Corrêa-RJ | Estádio Nilton Santos, Rio de Janeiro                               |
| 16:00         | Júnior Santos 55' · Jeffinho 90+6' | Súmula (FERJ) |                   | Público: 6 104 Renda: R$ 129 962,00 Árbitro: RJ Lucas Coelho Santos |

| 27 de janeiro | Portuguesa-RJ | 0 – 0         | Flamengo | Arena das Dunas, Natal                                                       |
| 18:10         |               | Súmula (FERJ) |          | Público: 25 418 Renda: R$ 1 334 936,74 Árbitro: RJ Thiago da Silva Ludugério |

| 28 de janeiro | Madureira                              | 3 – 1         | Volta Redonda      | Estádio Conselheiro Galvão, Rio de Janeiro                      |
| 15:45         | Rodrigão 38', 58' · Pablo Pardal 45+4' | Súmula (FERJ) | Ítalo Carvalho 90' | Público: 569 Renda: R$ 5 710,00 Árbitro: RJ André Rodrigo Rocha |

| 28 de janeiro | Bangu                                   | 2 – 2         | Vasco da Gama                 | Arena BRB Mané Garrincha, Brasília                                          |
| 16:00         | Gabriel Canela 69' · João Victor 90+16' | Súmula (FERJ) | Praxedes 49' · D.Payet 90+11' | Público: 22 333 Renda: R$ 2 316 322,20 Árbitro: RJ Tarcizo Pinheiro Caetano |

| 28 de janeiro | Fluminense                                     | 3 – 0         | Nova Iguaçu | Estádio Luso-Brasileiro, Rio de Janeiro                                       |
| 18:10         | Isaac 34' · Luan Freitas 53' · João Neto 90+2' | Súmula (FERJ) |             | Público: 3 505 Renda: R$ 82 992,00 Árbitro: RJ Wagner do Nascimento Magalhães |

| 29 de janeiro | Audax Rio | 0 – 1         | Boavista-RJ           | Eucy Resende, Saquarema                                            |
| 20:30         |           | Súmula (FERJ) | Cristian Renato 90+5' | Público: 509 Renda: R$ 4 680,00 Árbitro: RJ Grazianni Maciel Rocha |

#### Quinta rodada
| 30 de janeiro | Botafogo            | 1 – 1         | Portuguesa-RJ | Estádio Nilton Santos, Rio de Janeiro                             |
| 21:30         | Tiquinho Soares 21' | Súmula (FERJ) | Anderson 55'  | Público: 4 241 Renda: R$ 87 750,00 Árbitro: RJ Bruno Mota Correia |

| 31 de janeiro | Nova Iguaçu                        | 2 – 0         | Vasco da Gama | Estádio Parque do Sabiá, Uberlândia                                               |
| 18:10         | Carlinhos 34' · Lucas Campos 90+2' | Súmula (FERJ) |               | Público: 9 136 Renda: R$ 1 056 682,00 Árbitro: RJ João Marcos Gonçalves Fernandes |

| 31 de janeiro | Sampaio Corrêa-RJ | 0 – 2         | Flamengo                         | Mangueirão, Belém                                                                  |
| 21:30         |                   | Súmula (FERJ) | Bruno Henrique 10' · Gabigol 45' | Público: 47 644 Renda: R$ 5 902 110,00 Árbitro: RJ Carlos Tadeu Ferreira de Castro |

| 1 de fevereiro | Madureira                                      | 3 – 0         | Boavista-RJ | Estádio Conselheiro Galvão, Rio de Janeiro                                   |
| 15:30          | Marcão 40' · Rodrigão 48' · Arthur Martins 77' | Súmula (FERJ) |             | Público: 614 Renda: R$ 6 920,00 Árbitro: RJ Felipe Da Silva Goncalves Paludo |

| 1 de fevereiro | Volta Redonda                           | 2 – 0         | Audax Rio | Estádio Raulino de Oliveira, Volta Redonda                                 |
| 19:00          | Marcos Vinicius 10' · Sanchez Costa 87' | Súmula (FERJ) |           | Público: 471 Renda: R$ 2 520,00 Árbitro: RJ Wallace Rogerio Rufino de Lima |

| 1 de fevereiro | Fluminense                                | 4 – 1         | Bangu              | Estádio Luso-Brasileiro, Rio de Janeiro                                |
| 21:30          | Keno 50' · Jhon Arias 60', 90' · Cano 75' | Súmula (FERJ) | Adsson Marinho 38' | Público: 3 604 Renda: R$ 89 616,00 Árbitro: RJ Júlio César de Oliveira |

#### Sexta rodada
| 3 de fevereiro | Botafogo                              | 2 – 2         | Nova Iguaçu        | Estádio Nilton Santos, Rio de Janeiro                                             |
| 16:00          | Lucas Halter 45' · Eduardo 68' (pen.) | Súmula (FERJ) | Carlinhos 69', 89' | Público: 5 710 Renda: R$ 515 846,00 Árbitro: RJ Alexandre Vargas Tavares de Jesus |

| 4 de fevereiro | Sampaio Corrêa-RJ | 0 – 2         | Volta Redonda                        | Estádio Lourival Gomes, Saquarema                              |
| 15:45          |                   | Súmula (FERJ) | Vinícius Moura 32' · Cristiano 90+7' | Público: 536 Renda: R$ 4 940,00 Árbitro: RJ Alex Gomes Stefano |

| 4 de fevereiro | Boavista-RJ            | 2 – 2         | Fluminense              | Eucy Resende, Saquarema                                                     |
| 16:00          | Matheus Lucas 12', 18' | Súmula (FERJ) | Lelê 9' · João Neto 86' | Público: 3 119 Renda: R$ 104 010,00 Árbitro: RJ Yuri Elino Ferreira da Cruz |

| 4 de fevereiro | Vasco da Gama | 0 – 0         | Flamengo | Maracanã, Rio de Janeiro                                                       |
| 19:00          |               | Súmula (FERJ) |          | Público: 56 318 Renda: R$ 2 763 174,50 Árbitro: RJ Wagner Nascimento Magalhães |

| 4 de fevereiro | Audax Rio | 0 – 1         | Bangu                | Eucy Resende, Saquarema                                     |
| 21:30          |           | Súmula (FERJ) | Anderson Lessa 90+6' | Público: 41 Renda: R$ 350,00 Árbitro: RJ Bruno Mota Correia |

| 5 de fevereiro | Madureira | 0 – 0         | Portuguesa-RJ | Estádio Conselheiro Galvão, Rio de Janeiro                       |
| 15:45          |           | Súmula (FERJ) |               | Público: 479 Renda: R$ 4 860,00 Árbitro: RJ Rafael Martins de Sá |

#### Sétima rodada
| 7 de fevereiro | Bangu          | 1 – 1         | Volta Redonda         | Estádio de Moça Bonita, Rio de Janeiro                                |
| 18:30          | João Victor 2' | Súmula (FERJ) | Marcos Vinicius 90+3' | Público: 1 520 Renda: R$ 17 600,00 Árbitro: RJ Alan Trindade da Silva |

| 7 de fevereiro | Flamengo          | 1 – 0         | Botafogo | Maracanã, Rio de Janeiro                                                       |
| 21:30          | Leo Pereira 90+9' | Súmula (FERJ) |          | Público: 44 083 Renda: R$ 2 137 144,50 Árbitro: RJ Yuri Elino Ferreira da Cruz |

| 8 de fevereiro | Nova Iguaçu   | 1 – 0         | Madureira | Laranjão, Nova Iguaçu                                                |
| 15:45          | Carlinhos 70' | Súmula (FERJ) |           | Público: 999 Renda: R$ 12 000,00 Árbitro: RJ Júlio César de Oliveira |

| 8 de fevereiro | Vasco da Gama | 1 – 0         | Audax Rio | São Januário, Rio de Janeiro                                            |
| 21:15          | David 37'     | Súmula (FERJ) |           | Público: 21 995 Renda: R$ 2 391 940,00 Árbitro: RJ Rafael Martins de Sá |

| 8 de fevereiro | Fluminense | 1 – 0         | Sampaio Corrêa-RJ | Maracanã, Rio de Janeiro                                      |
| 21:30          | Cano 79'   | Súmula (FERJ) |                   | Público: 21 213 Renda: R$ 603 104,00 Árbitro: RJ Rejane Silva |

| 9 de fevereiro | Boavista-RJ              | 2 – 2         | Portuguesa-RJ                    | Eucy Resende, Saquarema                                         |
| 19:15          | Matheus Lucas 16', 45+1' | Súmula (FERJ) | Patrick Carvalho 33' (pen.), 46' | Público: 600 Renda: R$ 7 400,00 Árbitro: RJ André Rodrigo Rocha |

#### Oitava rodada
| 14 de fevereiro | Sampaio Corrêa-RJ     | 2 – 1         | Madureira           | Estádio Lourival Gomes, Saquarema                                          |
| 15:45           | Max 15' · Marcelo 58' | Súmula (FERJ) | Patryck Ferreira 4' | Público: 600 Renda: R$ 6 800,00 Árbitro: RJ Maurício Machado Coelho Junior |

| 14 de fevereiro | Volta Redonda | 0 – 3         | Botafogo                                     | Estádio Raulino de Oliveira, Volta Redonda                          |
| 19:00           |               | Súmula (FERJ) | Bastos 9' · Savarino 22' · Júnior Santos 90' | Público: 5 289 Renda: R$ 131 325,00 Árbitro: RJ André Rodrigo Rocha |

| 14 de fevereiro | Fluminense | 0 – 0         | Vasco da Gama | Maracanã, Rio de Janeiro                                              |
| 21:30           |            | Súmula (FERJ) |               | Público: 45 102 Renda: R$ 2 334 765,50 Árbitro: RJ Bruno Mota Correia |

| 15 de fevereiro | Nova Iguaçu   | 1 – 1         | Boavista-RJ    | Laranjão, Nova Iguaçu                                                       |
| 15:45           | Carlinhos 33' | Súmula (FERJ) | Crystopher 40' | Público: 831 Renda: R$ 10 540,00 Árbitro: RJ Wagner do Nascimento Magalhães |

| 15 de fevereiro | Portuguesa-RJ      | 1 – 0         | Audax Rio | Estádio Luso-Brasileiro, Rio de Janeiro                              |
| 19:00           | Diego Guerra 90+6' | Súmula (FERJ) |           | Público: 718 Renda: R$ 5 870,00 Árbitro: RJ Tarcizo Pinheiro Caetano |

| 15 de fevereiro | Bangu | 0 – 3         | Flamengo            | Arena Batistão, Aracaju                                                      |
| 21:30           |       | Súmula (FERJ) | Pedro 25', 58', 77' | Público: 15 575 Renda: R$ 3 190 710,00 Árbitro: RJ Jodis Nascimento de Souza |

#### Nona rodada
| 17 de fevereiro | Madureira | 0 – 1         | Fluminense | Maracanã, Rio de Janeiro                                                     |
| 16:00           |           | Súmula (FERJ) | Lelê 61'   | Público: 16 160 Renda: R$ 483 877,00 Árbitro: RJ Yuri Elino Ferreira da Cruz |

| 18 de fevereiro | Botafogo         | 2 – 4         | Vasco da Gama                                               | Estádio Nilton Santos, Rio de Janeiro                                             |
| 16:00           | Eduardo 21', 88' | Súmula (FERJ) | Pablo Galdames 31' · L. Piton 46' · Vegetti 68' (pen.), 85' | Público: 25 673 Renda: R$ 1 243 800,00 Árbitro: RJ Wagner do Nascimento Magalhães |

| 18 de fevereiro | Volta Redonda    | 2 – 2         | Portuguesa-RJ               | Estádio Raulino de Oliveira, Volta Redonda                                    |
| 18:10           | Cristiano 90+11' | Súmula (FERJ) | Patrick Carvalho 51' (pen.) | Público: 321 Renda: R$ 1 660,00 Árbitro: RJ Alexandre Vargas Tavares de Jesus |

| 18 de fevereiro | Audax Rio        | 1 – 2         | Nova Iguaçu                  | Eucy Resende, Saquarema                                                   |
| 21:30           | Ramón Batista 8' | Súmula (FERJ) | Ronald 45+5' · Carlinhos 88' | Público: 81 Renda: R$ 650,00 Árbitro: RJ Felipe Da Silva Goncalves Paludo |

| 20 de fevereiro | Sampaio Corrêa-RJ        | 2 – 0         | Bangu | Estádio Lourival Gomes, Saquarema                             |
| 15:45           | Tata 88' · Marcelo 90+3' | Súmula (FERJ) |       | Público: 489 Renda: R$ 4 550,00 Árbitro: RJ João Ennio Sobral |

| 20 de fevereiro | Flamengo                                            | 4 – 0         | Boavista-RJ | Maracanã, Rio de Janeiro                                              |
| 21:30           | Luiz Araújo 9' · Pedro 12' · De Arrascaeta 70', 86' | Súmula (FERJ) |             | Público: 35 713 Renda: R$ 1 074 925,50 Árbitro: RJ Alex Gomes Stefano |

#### Décima rodada
| 24 de fevereiro | Audax Rio | 0 – 2         | Botafogo                           | Eucy Resende, Saquarema                                           |
| 16:00           |           | Súmula (FERJ) | Diego Hernández 3' · Janderson 48' | Público: 1 146 Renda: R$ 45 360,00 Árbitro: RJ Bruno Mota Correia |

| 24 de fevereiro | Vasco da Gama                  | 2 – 1         | Volta Redonda | Estádio Kleber Andrade, Cariacica                                                   |
| 17:30           | Zé Gabriel 45+4' · Vegetti 75' | Súmula (FERJ) | M. V. 63'     | Público: 21 255 Renda: R$ 2 654 938,00 Árbitro: RJ Felipe da Silva Gonçalves Paludo |

| 24 de fevereiro | Portuguesa-RJ    | 1 – 2         | Nova Iguaçu                       | Estádio Luso-Brasileiro, Rio de Janeiro                                       |
| 18:30           | Lucas Santos 54' | Súmula (FERJ) | Gabriel 15' · Maicon Araújo 90+2' | Público: 1 152 Renda: R$ 11 300,00 Árbitro: RJ Wagner do Nascimento Magalhães |

| 25 de fevereiro | Flamengo                | 2 – 0         | Fluminense | Maracanã, Rio de Janeiro                                                       |
| 16:00           | Pedro 53' · Everton 78' | Súmula (FERJ) |            | Público: 55 401 Renda: R$ 2 763 177,00 Árbitro: RJ Yuri Elino Ferreira da Cruz |

| 25 de fevereiro | Bangu            | 2 – 1         | Madureira            | Estádio de Moça Bonita, Rio de Janeiro                                           |
| 18:15           | Canhota 85', 88' | Súmula (FERJ) | Patryck Ferreira 51' | Público: 1 374 Renda: R$ 14 330,00 Árbitro: RJ Alexandre Vargas Tavares de Jesus |

| 25 de fevereiro | Boavista-RJ                                                  | 3 – 2         | Sampaio Corrêa-RJ         | Eucy Resende, Saquarema                                                 |
| 20:30           | Tata 38' (g.c.) · William Oliveira 78' · Matheus Lucas 90+7' | Súmula (FERJ) | Elias 5' (pen.) · Max 70' | Público: 1 332 Renda: R$ 17 290,00 Árbitro: RJ Tarcizo Pinheiro Caetano |

#### Décima primeira rodada
| 2 de março | Audax Rio | 0 – 4        | Sampaio Corrêa-RJ                             | Eucy Resende, Saquarema                                                     |
| 16:00      |           | Súmula (FERJ | Marcelo 4' · Max 78', 89' · Davi Santos 90+3' | Público: 198 Renda: R$ 2 080,00 Árbitro: RJ Carlos Tadeu Ferreira de Castro |

| 2 de março | Flamengo                                        | 3 – 0         | Madureira | Maracanã, Rio de Janeiro                                              |
| 16:00      | De Arrascaeta 20' · Pedro 52' · Leo Pereira 69' | Súmula (FERJ) |           | Público: 63 422 Renda: R$ 2 321 970,50 Árbitro: RJ Bruno Mota Correia |

| 3 de março | Fluminense                         | 2 – 4         | Botafogo                                                      | Maracanã, Rio de Janeiro                                                            |
| 16:00      | Lelê 26' · John Kennedy 86' (pen.) | Súmula (FERJ) | Marlon Freitas 3', 90' (pen.) · Raí 15' · Emerson Urso 90+13' | Público: 21 492 Renda: R$ 1 914 427,50 Árbitro: RJ Felipe da Silva Gonçalves Paludo |

| 3 de março | Vasco da Gama                                    | 4 – 0         | Portuguesa-RJ | São Januário, Rio de Janeiro                                                 |
| 18:10      | D.Payet 3' · Adson 34' · Vegetti 65' · David 85' | Súmula (FERJ) |               | Público: 17 431 Renda: R$ 417 413,00 Árbitro: RJ Yuri Elino Ferreira da Cruz |

| 3 de março | Volta Redonda      | 1 – 2         | Nova Iguaçu   | Estádio Raulino de Oliveira, Volta Redonda                       |
| 18:10      | Ítalo Carvalho 81' | Súmula (FERJ) | Bill 66', 79' | Público: 311 Renda: R$ 2 370,00 Árbitro: RJ Rafael Martins de Sá |

| 3 de março | Boavista-RJ                                                                                   | 5 – 3         | Bangu                                        | Eucy Resende, Saquarema                                        |
| 18:10      | Cristian Renato 49' · Crystopher 57' · Ryan 62' · Mizael Monteiro 67' · Gabriel Conceição 85' | Súmula (FERJ) | Canhota 36' · Saulo 83' (pen.), 90+3' (pen.) | Público: 446 Renda: R$ 2 320,00 Árbitro: RJ Alex Gomes Stefano |

### Premiação
| Taça Guanabara de 2024         |
| Guanabara                      |
| ------------------------------ |
| FLAMENGO Campeão (24.º título) |

## Taça Rio
Em itálico, as equipes que jogarão pelo empate por ter melhor campanha e em negrito as equipes vencedoras das partidas. Na final, não há vantagem de empate para nenhuma equipe.
|  | Semifinais        | Semifinais  | Semifinais | Semifinais |   |          | Final | Final | Final | Final |
|  |                   |             |            |            |   |          |       |       |       |       |
|  | Botafogo          | 2           | 2          | 4          |   |          |       |       |       |       |
|  | Sampaio Corrêa-RJ | 1           | 1          | 2          |   |          |       |       |       |       |
|  | Sampaio Corrêa-RJ | 1           | 1          | 2          |   | Botafogo | 4     | 2     | 6     |       |
|  |                   |             |            |            |   | Botafogo | 4     | 2     | 6     |       |
|  |                   | Boavista-RJ | 0          | 0          | 0 |          |       |       |       |       |
|  | Boavista-RJ       | Boavista-RJ | 0          | 0          | 0 | 1        | 3     | 4     |       |       |
|  | Boavista-RJ       |             |            |            |   | 1        | 3     | 4     |       |       |
|  | Portuguesa-RJ     | 1           | 2          | 3          |   |          |       |       |       |       |

#### Confrontos

##### Semifinais
Fonte: 
Ida
| 9 de março | Portuguesa-RJ | 1 – 1         | Boavista-RJ      | Estádio Luso-Brasileiro, Rio de Janeiro                               |
| 18:30      | Romarinho 44' | Súmula (FERJ) | Mateus Ludke 33' | Público: 928 Renda: R$ 7 390,00 Árbitro: RJ Jodis Nascimento de Souza |

| 10 de março | Sampaio Corrêa-RJ | 1 – 2         | Botafogo                  | Estádio Eucy Resende, Saquarema                                    |
| 16:00       | Índio 90+2'       | Súmula (FERJ) | Yarlen 82' · Sapata 90+8' | Público: 2 214 Renda: R$ 41 660,00 Árbitro: RJ André Rodrigo Rocha |

Volta
| 16 de março | Boavista-RJ                                                   | 3 – 2         | Portuguesa-RJ                           | Estádio Eucy Resende, Saquarema                                  |
| 18:30       | Matheus Lucas 52' (pen.) · Jefferson Souza 77' · Abner 90+15' | Súmula (FERJ) | Hernane Brocador 32' · Diego Guerra 84' | Público: 364 Renda: R$ 3 470,00 Árbitro: RJ Rafael Martins de Sá |

| 17 de março | Botafogo                           | 2 – 1         | Sampaio Corrêa-RJ | Estádio Nilton Santos, Rio de Janeiro                                            |
| 18:30       | Júnior Santos 76' · Savarino 90+3' | Súmula (FERJ) | Octávio 21'       | Público: 5 204 Renda: R$ 106 194,00 Árbitro: RJ Felipe da Silva Gonçalves Paludo |

##### Finais
Fonte: 
Ida
| 27 de março | Boavista-RJ | 0 – 4         | Botafogo                                                    | Estádio Eucy Resende, Saquarema                                                  |
| 19:30       |             | Súmula (FERJ) | Tiquinho Soares 15', 70' · Júnior Santos 89' · Yarlen 90+1' | Público: 1 757 Renda: R$ 46 170,00 Árbitro: RJ Alexandre Vargas Tavares de Jesus |

Volta
| 31 de março | Botafogo                        | 2 – 0         | Boavista-RJ | Estádio Nilton Santos, Rio de Janeiro                                       |
| 18:30       | Tchê Tchê 48' (pen.) · Kauê 56' | Súmula (FERJ) |             | Público: 6 514 Renda: R$ 126 200,00 Árbitro: RJ Yuri Elino Ferreira da Cruz |

### Premiação
| Taça Rio de 2024                |
| Rio de Janeiro                  |
| ------------------------------- |
| BOTAFOGO Bicampeão (9.º título) |

## Fase final
Em itálico, as equipes que jogarão pelo empate por ter melhor campanha e em negrito as equipes vencedoras das partidas. Na final, não há vantagem de empate para nenhuma equipe.
|  | Semifinais    | Semifinais  | Semifinais | Semifinais |   |          | Final | Final | Final | Final |
|  |               |             |            |            |   |          |       |       |       |       |
|  | Flamengo      | 2           | 0          | 2          |   |          |       |       |       |       |
|  | Fluminense    | 0           | 0          | 0          |   |          |       |       |       |       |
|  | Fluminense    | 0           | 0          | 0          |   | Flamengo | 3     | 1     | 4     |       |
|  |               |             |            |            |   | Flamengo | 3     | 1     | 4     |       |
|  |               | Nova Iguaçu | 0          | 0          | 0 |          |       |       |       |       |
|  | Nova Iguaçu   | Nova Iguaçu | 0          | 0          | 0 | 1        | 1     | 2     |       |       |
|  | Nova Iguaçu   |             |            |            |   | 1        | 1     | 2     |       |       |
|  | Vasco da Gama | 1           | 0          | 1          |   |          |       |       |       |       |

###### Semifinais
Fonte: 
Ida
| 9 de março | Fluminense | 0 – 2         | Flamengo                    | Maracanã, Rio de Janeiro                                                       |
| 21:00      |            | Súmula (FERJ) | Everton 45+2' · Pedro 90+4' | Público: 52 169 Renda: R$ 3 013 746,00 Árbitro: RJ Yuri Elino Ferreira da Cruz |

| 10 de março | Vasco da Gama | 1 – 1         | Nova Iguaçu  | Maracanã, Rio de Janeiro                                              |
| 18:30       | Piton 82'     | Súmula (FERJ) | Xandinho 50' | Público: 61 425 Renda: R$ 3 067 184,00 Árbitro: RJ Alex Gomes Stefano |

Volta
| 16 de março | Flamengo | 0 – 0         | Fluminense | Maracanã, Rio de Janeiro                                                          |
| 21:00       |          | Súmula (FERJ) |            | Público: 56 261 Renda: R$ 2 928 867,50 Árbitro: RJ Wagner do Nascimento Magalhães |

| 17 de março | Nova Iguaçu | 1 – 0         | Vasco da Gama | Maracanã, Rio de Janeiro                                                       |
| 16:00       | Bill 74'    | Súmula (FERJ) |               | Público: 60 429 Renda: R$ 3 611 055,00 Árbitro: RJ Yuri Elino Ferreira da Cruz |

##### Finais
Fonte: 
Ida
| 30 de março | Nova Iguaçu | 0 – 3         | Flamengo                                  | Maracanã, Rio de Janeiro                                              |
| 17:00       |             | Súmula (FERJ) | Pedro 20' (pen.), 53' · Ronald 80' (g.c.) | Público: 43 778 Renda: R$ 3 853 735,00 Árbitro: RJ Alex Gomes Stefano |

Volta
| 7 de abril | Flamengo           | 1 – 0         | Nova Iguaçu | Maracanã, Rio de Janeiro                                              |
| 17:00      | Bruno Henrique 72' | Súmula (FERJ) |             | Público: 65 757 Renda: R$ 3 723 555,00 Árbitro: RJ Bruno Mota Correia |

## Premiação
| Campeonato Carioca de 2024     |
| Rio de Janeiro                 |
| ------------------------------ |
| FLAMENGO Campeão (38.º título) |

## Classificação geral
Fonte:
| Pos. | Equipe            | PG | J  | V | E | D  | GP | GS | SG  | Classificação ou rebaixamento     |
| ---- | ----------------- | -- | -- | - | - | -- | -- | -- | --- | --------------------------------- |
| 1    | Flamengo          | 27 | 11 | 8 | 3 | 0  | 23 | 1  | +22 | Campeão Estadual                  |
| 2    | Nova Iguaçu       | 24 | 11 | 7 | 3 | 1  | 18 | 13 | +5  | Vice-campeão Estadual             |
| 3    | Vasco da Gama     | 22 | 11 | 6 | 4 | 1  | 20 | 10 | +10 | Semifinalistas                    |
| 4    | Fluminense        | 21 | 11 | 6 | 3 | 2  | 17 | 11 | +6  | Semifinalistas                    |
| 5    | Botafogo          | 20 | 11 | 6 | 2 | 3  | 19 | 11 | +8  | Campeão da Taça Rio               |
| 6    | Boavista-RJ       | 18 | 11 | 5 | 3 | 3  | 18 | 21 | –3  | Vice-campeão da Taça Rio          |
| 7    | Portuguesa-RJ     | 14 | 11 | 3 | 5 | 3  | 9  | 12 | –3  | Semifinalistas da Taça Rio        |
| 8    | Sampaio Corrêa-RJ | 10 | 11 | 3 | 1 | 7  | 14 | 17 | –3  | Semifinalistas da Taça Rio        |
| 9    | Madureira         | 10 | 11 | 3 | 1 | 7  | 9  | 13 | -4  |                                   |
| 10   | Volta Redonda     | 9  | 11 | 2 | 3 | 6  | 12 | 19 | –7  |                                   |
| 11   | Bangu             | 8  | 11 | 2 | 2 | 7  | 12 | 24 | –12 |                                   |
| 12   | Audax Rio         | 0  | 11 | 0 | 0 | 11 | 1  | 20 | –19 | Rebaixado para a Série A2 de 2024 |

## Estatísticas
| Gols | Jogador       | Equipe            |
| ---- | ------------- | ----------------- |
| 11   | Pedro         | Flamengo          |
| 8    | Carlinhos     | Nova Iguaçu       |
| 7    | Matheus Lucas | Boavista-RJ       |
| 6    | Lelê          | Fluminense        |
| 5    | Júnior Santos | Botafogo          |
| 5    | Max           | Sampaio Corrêa-RJ |
| 4    | Bill          | Nova Iguaçu       |
| 4    | Marcelo       | Sampaio Corrêa-RJ |
| 4    | MV            | Volta Redonda     |
| 4    | Pablo Vegetti | Vasco da Gama     |

| Total[carece de fontes?] | Jogador                | Equipe        |
| ------------------------ | ---------------------- | ------------- |
| 7                        | Crystopher             | Boavista-RJ   |
| 5                        | Giorgian De Arrascaeta | Flamengo      |
| 5                        | Hugo                   | Botafogo      |
| 4                        | Bill                   | Nova Iguaçu   |
| 4                        | Dimitri Payet          | Vasco da Gama |
| 3                        | Ayrton Lucas           | Flamengo      |
| 3                        | De Lucca               | Vasco da Gama |
| 3                        | Luiz Araújo            | Flamengo      |
| 3                        | Kauê                   | Botafogo      |
| 3                        | Sánchez                | Volta Redonda |

### Hat-trick
Estes foram os hat-tricks do Campeonato:
|   | Futebolista | Gols          | Mandante | Placar | Visitante | Data            | Etapa      | Ref.   |
| - | ----------- | ------------- | -------- | ------ | --------- | --------------- | ---------- | ------ |
| 1 | Pedro       | 25', 58', 77' | Flamengo | 3 – 0  | Bangu     | 15 de fevereiro | 8.ª rodada | [ 20 ] |

## Público

### Maiores públicos
Esses são os maiores públicos do Campeonato:
| Nº | Público[PP] | Mandante       | Placar | Visitante     | Estádio    | Data            | Etapa     | Rodada | Ref.   |
| -- | ----------- | -------------- | ------ | ------------- | ---------- | --------------- | --------- | ------ | ------ |
| 1  | 60 490      | Flamengo       | 1–0    | Nova Iguaçu   | Maracanã   | 7 de abril      | Final     | Volta  | [ 22 ] |
| 2  | 60 292      | Flamengo       | 3–0    | Madureira     | Maracanã   | 2 de março      | Taça GB   | 11ª    | [ 23 ] |
| 3  | 57 295      | Vasco da Gama  | 1–1    | Nova Iguaçu   | Maracanã   | 10 de março     | Semifinal | Ida    | [ 24 ] |
| 4  | 56 494      | Nova Iguaçu    | 1–0    | Vasco da Gama | Maracanã   | 17 de março     | Semifinal | Volta  | [ 25 ] |
| 5  | 54 130      | Vasco da Gama  | 0–0    | Flamengo      | Maracanã   | 4 de fevereiro  | Taça GB   | 6ª     | [ 26 ] |
| 6  | 51 966      | Flamengo       | 2–0    | Fluminense    | Maracanã   | 25 de fevereiro | Taça GB   | 10ª    | [ 27 ] |
| 7  | 51 679      | Fluminense     | 0–0    | Flamengo      | Maracanã   | 16 de março     | Semifinal | Volta  | [ 28 ] |
| 8  | 48 105      | Fluminense     | 0–2    | Flamengo      | Maracanã   | 9 de março      | Semifinal | Ida    | [ 29 ] |
| 9  | 47 644      | Sampaio Corrêa | 0–2    | Flamengo      | Mangueirão | 31 de janeiro   | Taça GB   | 5ª     | [ 30 ] |
| 10 | 44 083      | Flamengo       | 1–0    | Botafogo      | Maracanã   | 7 de fevereiro  | Taça GB   | 7ª     | [ 31 ] |

- PP. ^  Considera-se apenas o público pagante

## Seleção do Campeonato
Um dia após a final entre Flamengo e Nova Iguaçu, a FERJ divulgou a seleção do campeonato em cerimônia realizada em um hotel na Barra da Tijuca, Zona Oeste do Rio de Janeiro. A equipe do Flamengo contou com oito jogadores entre os onze melhores. Nova Iguaçu proveu dois atletas, além do técnico Carlos Vitor e o Vasco da Gama um.
| Posição          | Nome           | Clube         |
| ---------------- | -------------- | ------------- |
| Goleiro          | Rossi          | Flamengo      |
| Lateral direito  | Varela         | Flamengo      |
| Zagueiros        | Leo Pereira    | Flamengo      |
| Zagueiros        | Fabrício Bruno | Flamengo      |
| Lateral esquerdo | Lucas Piton    | Vasco da Gama |
| Meias            | De La Cruz     | Flamengo      |
| Meias            | Pulgar         | Flamengo      |
| Meias            | De Arrascaeta  | Flamengo      |
| Atacantes        | Bill           | Nova Iguaçu   |
| Atacantes        | Pedro          | Flamengo      |
| Atacantes        | Carlinhos      | Nova Iguaçu   |
| Técnico          | Carlos Vitor   | Nova Iguaçu   |
| Artilheiro       | Pedro          | Flamengo      |
| Craque           | De Arrascaeta  | Flamengo      |
| Revelação        | Yago           | Nova Iguaçu   |